# 聖タマル勲章

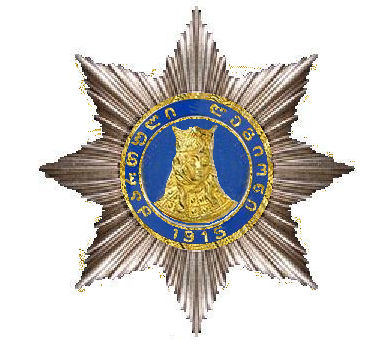
聖タマル勲章

聖タマル勲章（せいタマルくんしょう　グルジア語:თამარ მეფის ორდენი）は、1915年に設立されたジョージア（グルジア）の勲章。ロシア革命後の短期間、グルジア民主共和国によっても授与されていた。現在は旧グルジア王室のダヴィッド・バグラチオン・ムフラニ王子が授与権者である。名称は中世のグルジア女王タマルに由来する。

## 歴史
帝政ロシアに対抗するためにドイツの支援でグルジア人によって編成されたグルジア軍 (en) の勲章として、グルジア駐留ドイツ軍の司令官のフリードリヒ・クレス・フォン・クレッセンシュタインなどのドイツ軍将軍とグルジア独立軍の合意によって設立された。主に第一次世界大戦におけるトルコ・グルジア戦線に従軍したドイツ軍の約300名の将校、約2500名の下士官兵に授与された。主な受賞者としてはパウル・フォン・ヒンデンブルク、エーリヒ・ルーデンドルフ、オットー・フォン・ロッソウらがいる。また授与は確認できないが、1933年に撮影されたヘルマン・ゲーリングの写真には佩用されているのが確認できる。1942年に、ソ連からの独立を目指すグルジア独立派の要請によって、旧グルジア王室の長であるイラクリ・バグラチオン・ムフラニによってグルジア王室の勲章として認可された。現在は旧王室の長であるダヴィッド・バグラチオン・ムフラニによって授与されている。